# Cristian Gamboa
Cristian Esteban Gamboa Luna (* 24. Oktober 1989 in Liberia) ist ein ehemaliger costa-ricanischer Fußballspieler. Der Rechtsverteidiger stand in Deutschland zuletzt beim VfL Bochum unter Vertrag. Darüber hinaus ist er ehemaliger costa-ricanischer Nationalspieler.

## Karriere

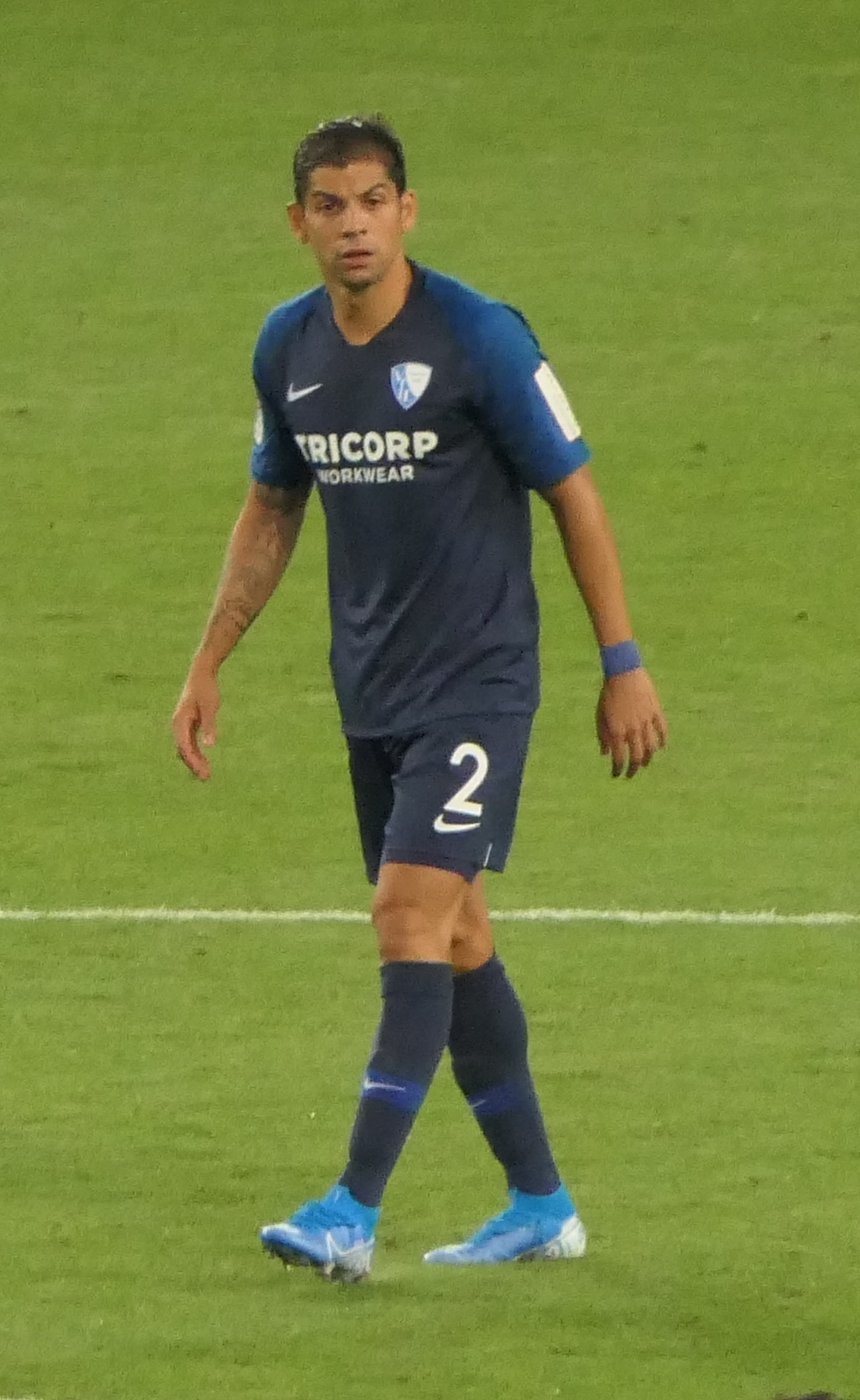
Gamboa beim VfL Bochum (2019)

### Verein
Gamboa wechselte 2010 nach Europa und er unterschrieb einen Vertrag in Norwegen bei Fredrikstad FK. Er debütierte für Fredrikstad in der Adeccoligaen, der zweiten Liga in Norwegen. Bei der 3:2-Niederlage gegen Strømmen IF spielte er über 90 Minuten, schoss ein Tor und bereitete einen Treffer vor. Nach einem Jahr wechselte er nach Dänemark zum FC Kopenhagen. In Kopenhagen stand er von 2011 bis 2013 unter Vertrag. Er kam nur in Pokalspielen zum Einsatz und wurde 2012 Pokalsieger. Nach einer Leihe von August bis Dezember 2012 an Rosenborg Trondheim kehrte er im Januar 2013 zurück. Im Sommer 2013 wurde er von Trondheim fest verpflichtet. Im August 2014 wechselte er in die englische Premier League zu West Bromwich Albion.
Im August 2016 wechselte Gamboa nach Schottland zu Celtic Glasgow. Er unterschrieb einen Dreijahresvertrag bei Celtic und war nach Moussa Dembélé, Kolo Touré, Scott Sinclair und Dorus de Vries die fünfte Neuverpflichtung von Trainer Brendan Rodgers. Der erste Costa-Ricaner in der Vereinsgeschichte debütierte für Celtic im September 2016 am 1. Spieltag der Gruppenphase der Champions-League-Saison 2016/17 gegen den FC Barcelona. Das Spiel im Camp Nou von Barcelona wurde mit 0:7 verloren und stellte bis dato die höchste Niederlage im Europapokal von Celtic dar. Bei den Schotten war er in den folgenden Jahren meist nur Ergänzungsspieler im Kader. Stammspieler zu dieser Zeit auf der Position des Rechtsverteidigers war Mikael Lustig, im defensiven Mittelfeld waren Nir Bitton und Scott Brown gesetzt. Insgesamt absolvierte er für die Bhoys in drei Spielzeiten 25 Pflichtspiele davon 20 in der Liga. Mit dem Verein holte er dreimal in Folge das Triple aus Meisterschaft, Pokal und Ligapokal. Dabei stand er jedoch in keinem der sechs Endspielsiege aktiv auf dem Rasen.
Vor dem 5. Spieltag der Saison 2019/20 verpflichtete der deutsche Zweitligist VfL Bochum den Defensivspieler. Er wurde zum ersten Costa-Ricaner im Verein und erhielt einen bis Juni 2021 gültigen Vertrag. Ende 2020 wurde sein Vertrag bis Ende Juni 2023 verlängert, im Sommer 2021 stieg er mit den Bochumern in die Bundesliga auf und konnte mit dem Verein ein Jahr später den Klassenerhalt feiern. Im Sommer 2025 beendete Gamboa seine Karriere.

### Nationalmannschaft
Mit der costa-ricanischen U20 nahm er an der WM 2009 in Ägypten teil. Hier erreichte die Mannschaft das Spiel um den dritten Platz, das nach Elfmeterschießen gegen Ungarn verloren ging. Sein Debüt für die A-Nationalmannschaft gab er am 26. Januar 2010 bei einer 2:3-Niederlage gegen Argentinien. Bei der Fußball-Zentralamerikameisterschaft 2011 wurde er mit Costa Rica Zweiter nach einer Niederlage im Finale gegen Honduras. Gamboa stand im costa-ricanischen Kader zur Fußball-Weltmeisterschaft 2014 in Brasilien. Gamboa absolvierte für Costa Rica bis zum Viertelfinale, in dem man im Elfmeterschießen gegen die Niederlande ausschied, jedes Spiel. Auch 2018 nahm er mit Costa Rica an der Weltmeisterschaft teil. Er bestritt alle drei Vorrundenspiele, schied danach aber mit Costa Rica als Letzter der Gruppe E aus. Sein bisher letztes Länderspiel absolvierte Gamboa am 13. November 2020 gegen Katar.

## Erfolge
Verein
- Dänischer Fußballpokal: 2012
- Schottischer Meister: 2017, 2018, 2019
- Schottischer Pokal: 2017, 2018, 2019
- Schottischer Ligapokal: 2017, 2018, 2019
- Meister der 2. Bundesliga und Aufstieg in die Bundesliga: 2021

Nationalmannschaft
- U20-Weltmeisterschaft 2009: Vierter
- Fußball-Zentralamerikameisterschaft 2011: Finale